# فيران توريس
فيران توريس غارسيا (بالإسبانية: Ferrán Torres García) (مواليد 29 فبراير 2000) هو لاعب كرة قدم إسباني يلعب في مركز المهاجم مع نادي برشلونة الإسباني والمنتخب الإسباني.
مثّل إسبانيا على الصعيد الدولي في مختلف الفئات العمرية ولعب أول مباراة له مع الفريق الأول في 2020.

## مسيرته الكروية

### فالنسيا
ولد في منطقة فالنسيا ،أسبانيا، إنضم توريس إلى فريق الناشئين ب‍نادي فالنسيا عام 2006 وهو بعمر السادسة.
في 15 أكتوبر 2016، عندما كان لا يزال صغيراً، ظهر لأول مرة مع الفريق الرديف حيث نزل إلى أرض الملعب كبديل لزميله جريغو في مباراة في بطولة الدوري الدرجة الثانية حيث إنتهت بالخسارة 2-0 على أرضه ضد ريال مايوركا ب.
تمت تصعيده توريس إلى فريق B من الدوري الإسباني الدرجة الثانية، وسجل هدفه الأول في 26 أغسطس 2017 بتسجيله الهدف الثاني لفريقه في فوز 4-1 على أرضه ضد نادي فوتبول بيرالادا ب.
في 5 أكتوبر، بعد ارتباطه القوي بالانضمام لنادي برشلونة أو نادي ريال مدريد، جدد عقده الذي رفع شرط الإفراج عنه إلى 25 مليون يورو. وتمت ترقيته أيضًا إلى الفريق الأول في 1 يناير 2018.
ظهر توريس لأول مرة مع الفريق في 30 نوفمبر 2017، ليحل محل زميله الشاب المتخرج ناتشو غيل في مباراة 4-1 على أرضه ريال سرقسطة، في بطولة كأس ملك إسبانيا.
ظهر لأول مرة في الدوري الأسباني في 16 ديسمبر، ولعب آخر تسع دقائق في الخسارة 1-2 أمام نادي إيبار، ليصبح أول لاعب يولد في العقد الأول من القرن الحادي والعشرين يلعب في الدوري.
ظهر توريس لأول مرة في بطولة أوروبية حيث في 23 أكتوبر 2018، حيث بدأ بالتعادل 1-1 ضد نادي يانغ بويز السويسري في بطولة دوري أبطال أوروبا.
سجل هدفه الأول في بطولة الدوري الأسباني في 19 يناير 2019، بعد عشر دقائق من دخوله كبديل في الفوز 2-1 ضد نادي سيلتا فيغو.
بقي على مقاعد البدلاء حيث هزم فالنسيا برشلونة 2-1 في نهائي كأس ملك إسبانيا 2019 في ملعب بينيتو فيامارين في إشبيلية، في 25 مايو.
في 5 نوفمبر 2019، سجل توريس أول هدف له في بطولة دوري أبطال أوروبا، مسجلًا الهدف الأخير في المباراة لفريقه في فوز 4-1 أمام نادي ليل، وأصبح توريس أصغر لاعب يسجل في البطولة في تاريخ نادي فالنسيا.
في 23 نوفمبر، كان توريس يلعب مباراته الخمسين في الدوري الإسباني بالنسبة إلى فالنسيا في مباراة إنتهت بالهزيمة 2-1 بعيدة ضد نادي ريال بيتيس، ليصبح أصغر "لاعب لعب 50 مباراة في الدوري في سن 19 سنة و 254 يوم محطمًا رقم اللاعب السابق ميغيل تينديلو.

### مانشستر سيتي
في 4 أغسطس 2020، وقع توريس مع النادي مانشستر سيتي الإنجليزي على عقد مدته خمس سنوات، حتى عام 2025، تبلغ قيمتها 23 مليون يورو (20.8 مليون جنيه إسترليني).  كشف النادي لاحقًا أن توريس قد ورث القميص رقم 21 الذي كان يرتديه سابقًا أسطورة النادي دافيد سيلفا، وهو لاعب إسباني جاء أيضًا إلى مانشستر سيتي من نادي فالنسيا.
ظهر توريس لأول مرة مع النادي في المباراة الأولى للسيتي هذا الموسم، حيث شارك كبديل في الفوز 3-1 خارج ملعبه على نادي ولفرهامبتون في بطولة الدوري الإنجليزي الممتاز.
في 30 سبتمبر، سجل توريس هدفه الأول للنادي، في الفوز 3-0 خارج ملعبه على نادي بيرنلي في كأس الرابطة الإنجليزية.
في 21 أكتوبر 2020، ظهر لأول مرة مع نادي مانشستر سيتي في بطولة دوري أبطال أوروبا، حيث سجل هدفًا في الفوز 3-1 ضد نادي بورتو.
بعد أسبوع واحد فقط، بدأ توريس وسجل هدفًا جديدًا في دوري أبطال أوروبا بفوز 0-3 على نادي أولمبيك مرسيليا، ليصبح أصغر لاعب إسباني يسجل في ثلاث مباريات متتالية في المسابقة، بعمر 20 عامًا و 241 يوم.
في 28 نوفمبر، سجل توريس هدفه الأول في الدوري مع مانشستر سيتي في الفوز 5-0 على نادي بيرنلي.
في 14 مايو، سجل توريس أول هاتريك له مع نادي مانشستر سيتي في الفوز 4-3 في الدوري خارج الأرض على نادي نيوكاسل يونايتد.
بعد أن فقد مقعده كأساسي خلال موسم 2021-22، بسبب الإصابة، ووافق توريس على الانتقال إلى نادي برشلونة مقابل 55 مليون يورو (بالإضافة إلى الإضافات المشروطة التي تبلغ قيمتها 10 ملايين يورو) في ديسمبر 2021، على أن تكتمل في الشهر التالي اعتمادًا على بيع لاعبين من فريق «برشلونة».

### برشلونة
في 28 ديسمبر 2021، أكد نادي مانشستر سيتي أن توريس قد ترك الفريق وأكمل انتقاله بشكل دائم إلى نادي برشلونة، ووقع عقدًا مدته 5 سنوات حتى عام 2027، مع شرط جزائي لكسر عقده يبلغ قيمته مليار يورو.
في 20 يناير 2022 ، سجل توريس هدفه الأول لنادي برشلونة في الخسارة 3-2 أمام نادي أتلتيك بيلباو في الدور ال16 من بطولة كأس ملك إسبانيا.

## الإنجازات
برشلونة
- الدوري الإسباني: 2022–23، 2024–25
- كأس ملك إسبانيا: 2024–25
- كأس السوبر الإسباني: 2023، 2025

مانشستر سيتي 
- الدوري الإنجليزي الممتاز : 2020–21، 2021–22
- كأس رابطة الأندية الإنجليزية: 2020–21

 فالنسيا 
- كأس ملك إسبانيا: 2018–19

 إسبانيا 
- بطولة أمم أوروبا : 2024

 إسبانيا تحت 17 سنة 
- أمم أوروبا تحت 17: 2017

 إسبانيا تحت 19 سنة 
- أمم أوروبا تحت 19: 2019

الفردية
- هداف كأس ملك إسبانيا 2024–25

## روابط خارجية
- فيران توريس على موقع الاتحاد الدولي (مؤرشف)  (الإنجليزية)
- فيران توريس على موقع الاتحاد الأوربي (الإنجليزية)
- فيران توريس على موقع إي إس بي إن إف سي (الإنجليزية)
- فيران توريس على موقع قاعدة بيانات كرة القدم.إي يو (الإنجليزية)
- فيران توريس على موقع بيانات كرة القدم. دي إي (الألمانية)
- فيران توريس على موقع ليكيب (الفرنسية)
- فيران توريس على موقع ناشيونال فوتبول تيمز (الإنجليزية)
- فيران توريس على موقع Soccerbase.com (لاعب) (الإنجليزية)
- فيران توريس على موقع Soccerway.com (الإنجليزية)
- فيران توريس على موقع عالم كرة القدم.نت (الإنجليزية)